# Duma Key
Duma Key (titre original : Duma Key) est un roman fantastique de Stephen King paru aux États-Unis en 2008 et qui a obtenu le prix Bram Stoker en 2008. C'est le premier roman de Stephen King dont l'action principale se situe en Floride.

## Résumé
Edgar Freemantle, la cinquantaine, dirige une entreprise de construction dans le Minnesota. Au cours d’une inspection de routine, il se fait écraser dans sa voiture par une grue de chantier. Edgar perd son bras droit et subit des dommages au cerveau : il devient partiellement amnésique et aphasique. Les crises de rage qu’il pique lors de sa convalescence terrorisent sa femme, Pam, tant et si bien qu’elle demande le divorce. Edgar pense au suicide, mais son psychiatre, le Dr Kamen, lui suggère de changer de décor et de reprendre une activité qui l’a déjà intéressé autrefois, la peinture. Edgar s’installe donc à Duma Key, une île presque déserte située sur la côte floridienne du golfe du Mexique. Edgar se lie d’amitié avec un ancien avocat, Wireman, et une dame âgée atteinte d’Alzheimer dont il s’occupe, Elizabeth Eastlake, laquelle est la propriétaire de toute l'île. Il noue également des liens avec Jack Cantori, l'étudiant qu'il a engagé pour l'aider.
Edgar se met à dessiner et à peindre avec une passion dévorante et sa fille, Ilse, impressionnée par ses œuvres, le pousse à faire examiner ses tableaux dans une galerie d'art locale. Les propriétaires de cette galerie sont enthousiastes et conviennent avec Edgar d'une exposition. Mais Edgar peint de plus en plus dans un état second et ressent des sensations fantômes dans son bras manquant. Les scènes qu'il peint sont de plus en plus inquiétantes et ont même des répercussions dans le monde réel. La maison rose qu’il a louée pourrait amplifier cette connexion avec le paranormal. Plus étrange encore, l’enfance terrifiante de Mme Eastlake émerge et vient le hanter. Lors de l'exposition, Mme Eastlake est saisie d'horreur par une série de peintures et avertit Edgar sur leurs dangers. Emmenée à l'hôpital, elle meurt peu après. 
Possédée par une peinture qu'elle a achetée à Edgar, une critique d'art tue Ilse avant de se suicider. Edgar découvre en faisant des recherches qu'une entité maléfique liée au passé d'Elizabeth, Perse, la dame rouge, est à l'origine de ces tragiques événements. Perse a été neutralisée (en étant plongée dans l'eau douce) par Elizabeth quand celle-ci était enfant mais non sans avoir causé auparavant plusieurs morts parmi ses proches. Alors que Perse amène son navire des morts près de l’île, Edgar, Wireman et Jack Cantori partent trouver la statuette dans laquelle l'entité est emprisonnée. Duma Key est désormais transformée par les pouvoirs de Perse mais les trois hommes finissent par arriver à leurs fins. Edgar et Wireman partent ensuite plonger la statuette au fond d'un lac du Minnesota. Wireman meurt deux mois plus tard d'une crise cardiaque et Edgar peint son dernier tableau, celui d'une tempête détruisant Duma Key.

## Personnages
Le roman contient un nombre important de personnages secondaires pour un petit cercle seulement de personnages principaux. 

### Personnages principaux
- Edgar Freemantle: personnage et narrateur du roman, l'intrigue se concentrant sur sa nouvelle vie après son accident, ses luttes intérieures et son combat contre Perse.
- Jérome Wireman: ancien avocat d'Omaha ayant déménagé en Floride après le décès de sa femme et de sa fille. Il fait une tentative de suicide avant de se faire renvoyer de son cabinet d'avocats. Les séquelles qu'il garde après sa tentative de suicide sont également au cœur de l'intrigue. Ses répliques sont souvent savoureuses, mélangeant aphorismes et expressions en espagnol.
- Elizabeth Eastlake: riche héritière et ancienne mécène souffrant de la maladie d'Alzheimer, elle joue un rôle important dans l'intrigue en aidant les protagonistes à stopper la force maléfique présente sur Duma Key.
- Pam Freemantle: femme d'Edgar, elle divorce au début du roman, ne supportant plus son mari après son accident. Leur relation s'améliore au fil du roman avant de se dégrader définitivement après la mort d'Ilse.
- Ilse Freemantle: fille cadette d'Edgar et de Pam, elle reste la seule personne de "l'ancienne vie" d'Edgar à rester proche de lui. Le roman insiste sur la préférence d'Edgar pour Ilse, par rapport à sa fille ainée, Mélinda.
- Jack Cantori: jeune étudiant dont Edgar se sert comme chauffeur et homme-à-tout-faire. Sa vivacité d'esprit permet de piéger Perse à la fin du roman.
- Perse: force maléfique se manifestant sur Duma Key, se montrant dans un premier temps protectrice envers la jeune Elizabeth Eastlake afin de pouvoir remonter à la surface de l'océan, avant que cette dernière la piège dans de l'eau douce, la rendant ainsi impuissante jusqu'à l'arrivée d'Edgar. Elle commande un navire de morts-vivants et, bien que n'étant pas humaine, elle est décrite comme ayant des attributs féminins, prenant la forme d'une vieille figurine en porcelaine habillée d'un manteau rouge et affublée de mains en forme de crochet. Elle est de nouveau plongée dans son sommeil à la fin du roman, bien qu'Edgar craigne qu'elle soit réveillée dans le futur. Son nom complet, Perséphone, renvoie à la déesse grecque du même nom, reine du monde souterrain (bien que, comme beaucoup d'autres entités chez King, elle soit aussi d'inspiration lovecraftienne). Le vaisseau fantôme de Perse, le Perséphone, est similaire au Caleuche, navire fantôme tiré de légendes chilotes.

### Personnages secondaires
Il y a un grand nombre de personnages secondaires dans le roman, certains n'ayant que de vagues relations avec les personnages principaux ou avec l'intrigue, ce qui inclut des proches de l'ancienne vie d'Edgar aussi bien que de celle de Wireman, et des familles installées sur Duma Key pendant la saison touristique. On peut citer entre autres Tom Riley, ancien contremaître d'Edgar ; Mary Ire, critique d'art ; Melinda Freemantle, fille aînée d'Edgar ; John Eastlake, le père d'Elizabeth ; Nan Melda, nounou de la jeune Elizabeth ; le Dr Kamen, psychiatre d'Edgar ; et Dario Nannuzzi, responsable de la galerie d'art de Sarasota.

### Peintures
Certaines peintures d'Edgar jouent un rôle important dans l'intrigue et sont décrites avec de nombreux détails, que ce soit dans leur moment de composition ou dans leur état final, à commencer par le tout premier dessin d'Edgar intitulé Hello, représentant un bateau sur le coucher de soleil. Il se rend pourtant rapidement compte que toutes ses toiles représentant un coucher de soleil sont loin d'être aussi amicales.
Bien que travaillant lentement au début, Edgar gagne petit à petit en techniques sur la façon de reproduire le style surréaliste de son premier dessin en ajoutant des objets dans l'arrière-plan des couchers de soleil, commençant par son Coucher de soleil au coquillage. Big Pink, la maison qu'il loue à Elizabeth Eastlake, est en effet célèbre dans le roman pour avoir logé Salvador Dalí, figure emblématique du surréalisme.

## Accueil et distinctions
Le roman est resté neuf semaines (dont une à la première place) sur la New York Times Best Seller list, y apparaissant directement à la première place le 10 février 2008.
Il a été plutôt bien accueilli par la critique. Janet Maslin, du New York Times évoque une histoire écrite avec patience et rigueur et qui prend un tour diabolique dans son dernier tiers. Mark Rahner, du Seattle Times trouve que l'histoire est longue à se mettre en place et manque d'originalité (on trouve des thèmes similaires dans Dead Zone et Dreamcatcher) mais que les personnages sont bien campés et que cela reste une triste et terrifiante histoire sur le thème de la vérité de l'art et de son coût. Erica Noonan, du Boston Globe, parle d'un retour bienvenu vers les thèmes de prédilection de l'écrivain et d'un roman qui réserve son lot d'émotions et de surprises. Sabrina Champenois, de Libération, évoque un roman où King « prend souverainement tout son temps et son plaisir » et « tricote aussi une sympathique histoire d’amitié entre trois hommes ».
Duma Key a remporté le prix Bram Stoker du meilleur roman 2008.

## Intertextualité
- Dans la seizième partie du roman, intitulée « Fin de Partie », la fille d'Edgar, Ilse, se demande si les histoires de H. P. Lovecraft qu'elle avait lues en classe de terminale ne sont pas la cause de son sentiment de malaise. Un hommage discret à l'un des auteurs préférés de Stephen King, d'autant plus qu'il réside à Providence, ville natale de Lovecraft qu'on nomme souvent par la périphrase le « reclus de Providence ».
- Edgar Freemantle partage son nom avec Abigaël Freemantle, un personnage d'un précédent roman de King, Le Fléau.
- La description de Perse est similaire à celle du Roi Cramoisi, du cycle de La Tour sombre.
- Noveen, la poupée d'Elizabeth Eastlake enfant, est découverte dans une "boite en forme de cœur". Joe Hill, le fils de Stephen King, a écrit un roman qui porte ce nom (Heart-Shaped Box, Le Costume du mort dans sa traduction française).
- Quand Edgar se rend compte que ses peintures peuvent nuire à sa famille il appelle Tom Riley pour lui demander de brûler le dessin qu'il a acheté. Mais Tom, sa voix enregistrée sur le répondeur, affirme que "la mort est préférable" et qu'on lui a ordonné de tuer Pam. L'on retrouve souvent l'expression "la mort est préférable" dans un précédent roman de King, Simetierre.
- Quand Edgar prend conscience que sa peinture est dangereuse, il appelle sa fille Ilse à Rhode Island. Elle affirme alors que Perse lui a parlé à travers l'évier et les toilettes. Grippe-Sou, entité maléfique présente dans le roman Ça, utilise ces mêmes moyens pour communiquer avec ses futures victimes.
- La couleur rouge joue un grand rôle dans la peinture d'Edgar, révélant même parfois son origine maléfique. Dans l'œuvre de King, particulièrement dans le cycle de La Tour sombre, le Mal est souvent associé à la couleur rouge.
- L'entité maléfique logée dans un jouet représentant un singe frappant des cymbales dans la nouvelle de King Le Singe, présente dans le recueil Brume, est également neutralisée en la plongeant dans de l'eau douce.